# جوستين أوتو
جوستين أوتو (بالألمانية: Justine Otto)‏ هي رسامة ألمانية، ولدت في 1974 في زابجه في بولندا.